# Hermaphroditus

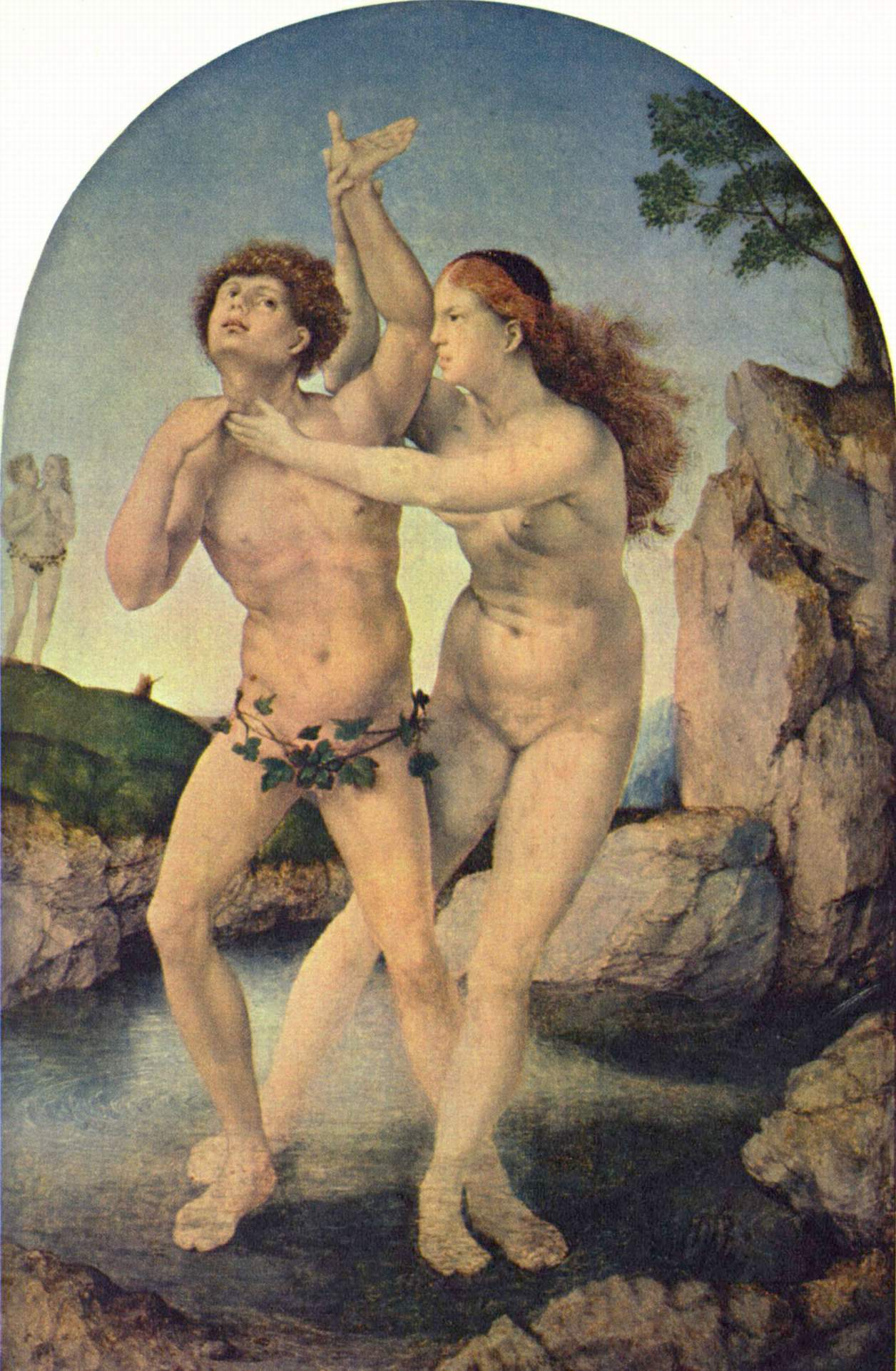
Het samenvoegen van Salmacis en Hermaphroditus, door Jan Mabuse, ca. 1517

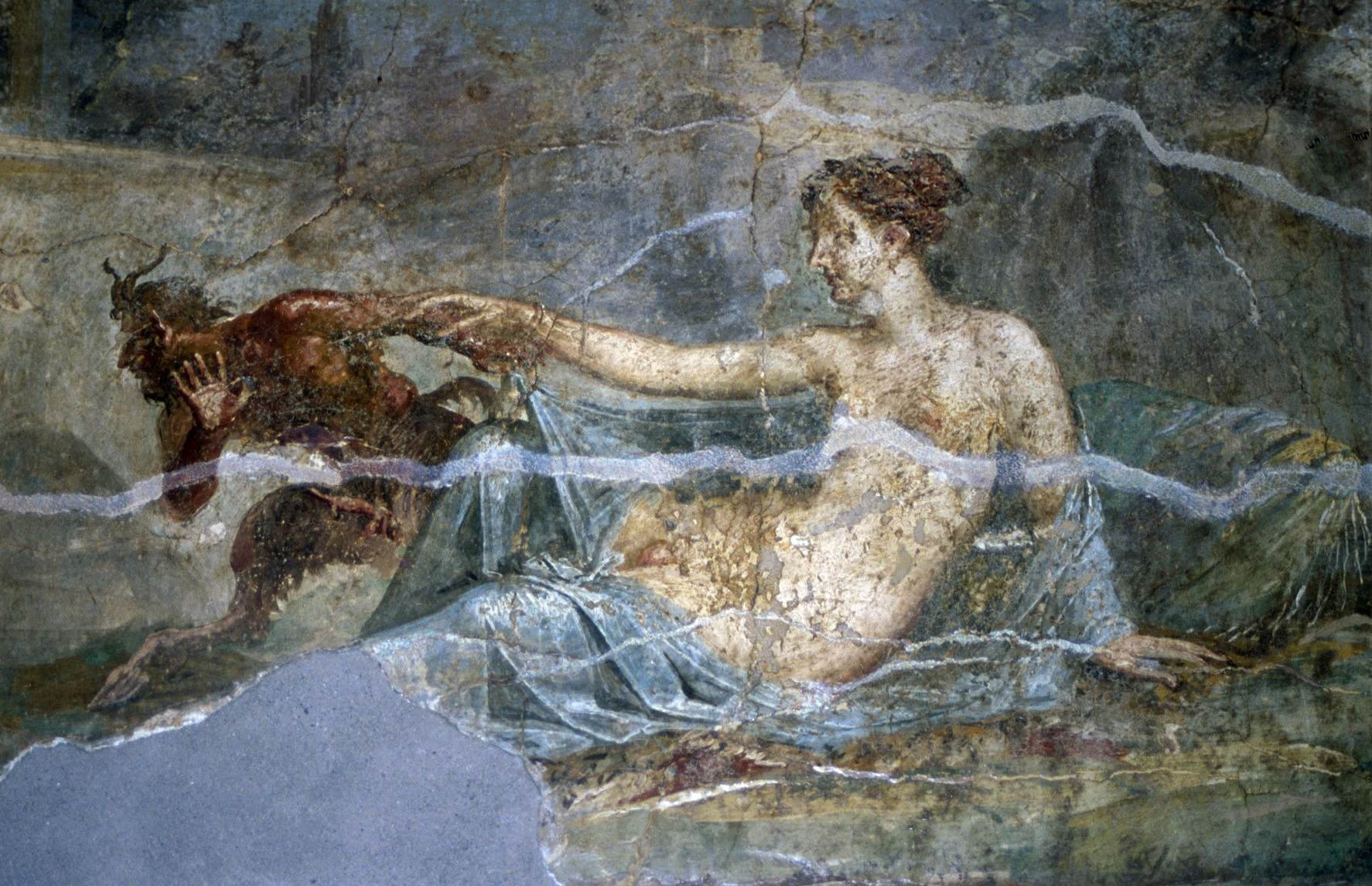
Pan en Hermaphroditus

Hermaphroditus, een god in de Griekse mythologie, was een zoon van de god Hermes, de bode van de goden, en de godin Aphrodite, de godin van de liefde. Hermaphroditus werd geportretteerd in Grieks-Romeinse kunst als een vrouwelijke figuur met mannelijke geslachtsdelen.
Volgens Ovidius' mythe was Hermaphroditus een jager en had, zoals de meeste personages in de mythologie, een grote uiterlijke schoonheid. Op een van zijn tochten werd de waternimf Salmacis verliefd op hem. Zij probeerde hem te verleiden, maar slaagde daar niet in; toen hij in een koel meer ging zwemmen, in de gedachte dat hij daar alleen was, sprong Salmacis hem na in het water, omhelsde en zoende hem. Hermaphroditus verzette zich, maar de nimf klemde zich stevig aan hem vast; zij zond een bede omhoog naar de goden, om zich met hem te verenigen. Haar gebed werd verhoord, en Hermaphroditus, eerst van het mannelijk geslacht, werd nu een tweeslachtig wezen (met de borsten van een vrouw en het geslachtsdeel van een man).
Hij riep zijn goddelijke ouders aan, en vroeg of ze dit ongedaan konden maken; maar het ging niet meer. Hij had echter nog wel een wens: wie in dezelfde bron baadde als hij, zou hetzelfde lot moeten ondergaan.

## Hermaphroditus in de kunst
De figuur Hermaphroditus spreekt tot de verbeelding. In Pompeï is een fresco van Hermaphroditus van voor 79 na chr. bewaard gebleven. Dit is geschilderd in de architectonische stijl, die uitblinkt door het gebruik van perspectief. De figuur van Pan is dan ook duidelijk verder weg dan Hermaphroditus. Op dit schilderij wil de wellustige Pan, hetgeen te zien is aan zijn erecte penis, de even wellustige Hermaphroditus, die hij voor een vrouw aanziet, benaderen. Hij schrikt echter als hij de mannelijke geslachtsdelen ziet en lijkt zich vol afschuw los te trekken.
Een beeld in het Louvre laat een slapende Hermaphroditus zien. Dit beeld is een Romeinse kopie van een verloren gegaan Grieks origineel in brons, van Polycles de Oude. Het is gemaakt van marmer uit Carrara. In 1620 maakte de Italiaanse renaissancebeeldhouwer Gianlorenzo Bernini het matras waarop het beeld ligt. Opdrachtgever was kardinaal Borghese, de latere Paus Paulus V, de eigenaar van het beeld. Een andere kopie is te zien in Louvre-Lens. Dat beeld werd vervaardigd in de 2e eeuw en was in het bezit van paus Pius VI.

## Afbeeldingen

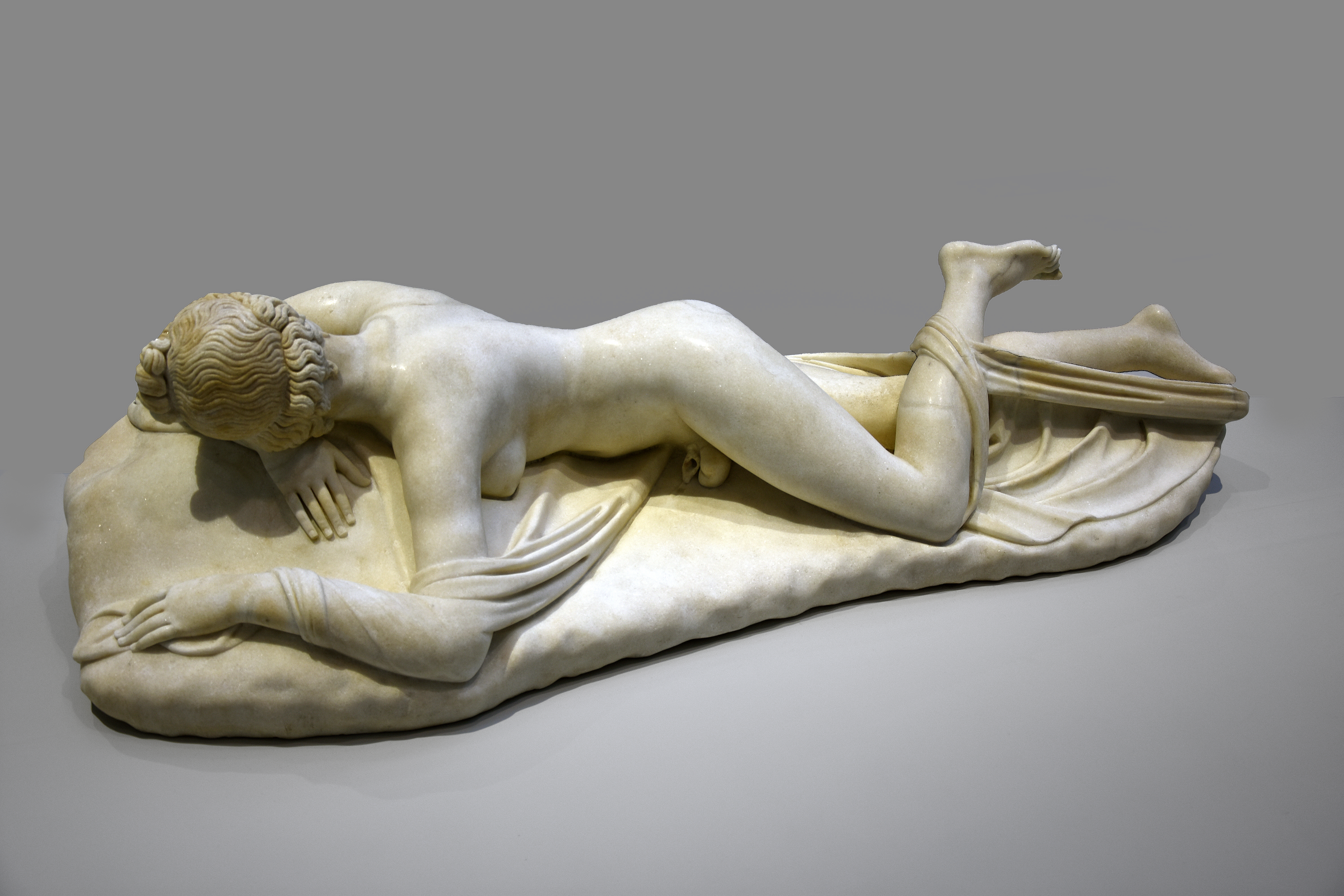
Het beeld in Louvre-Lens
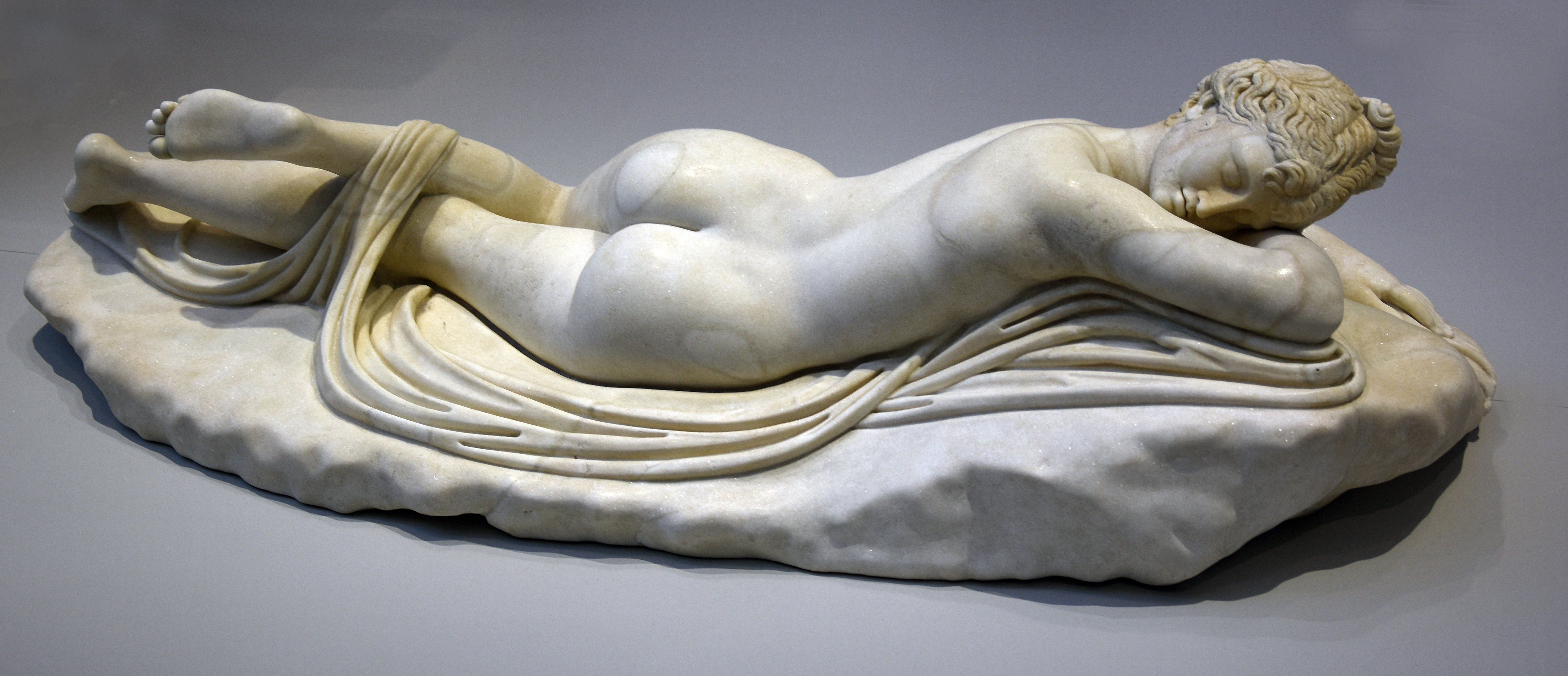
Het beeld in Louvre-Lens
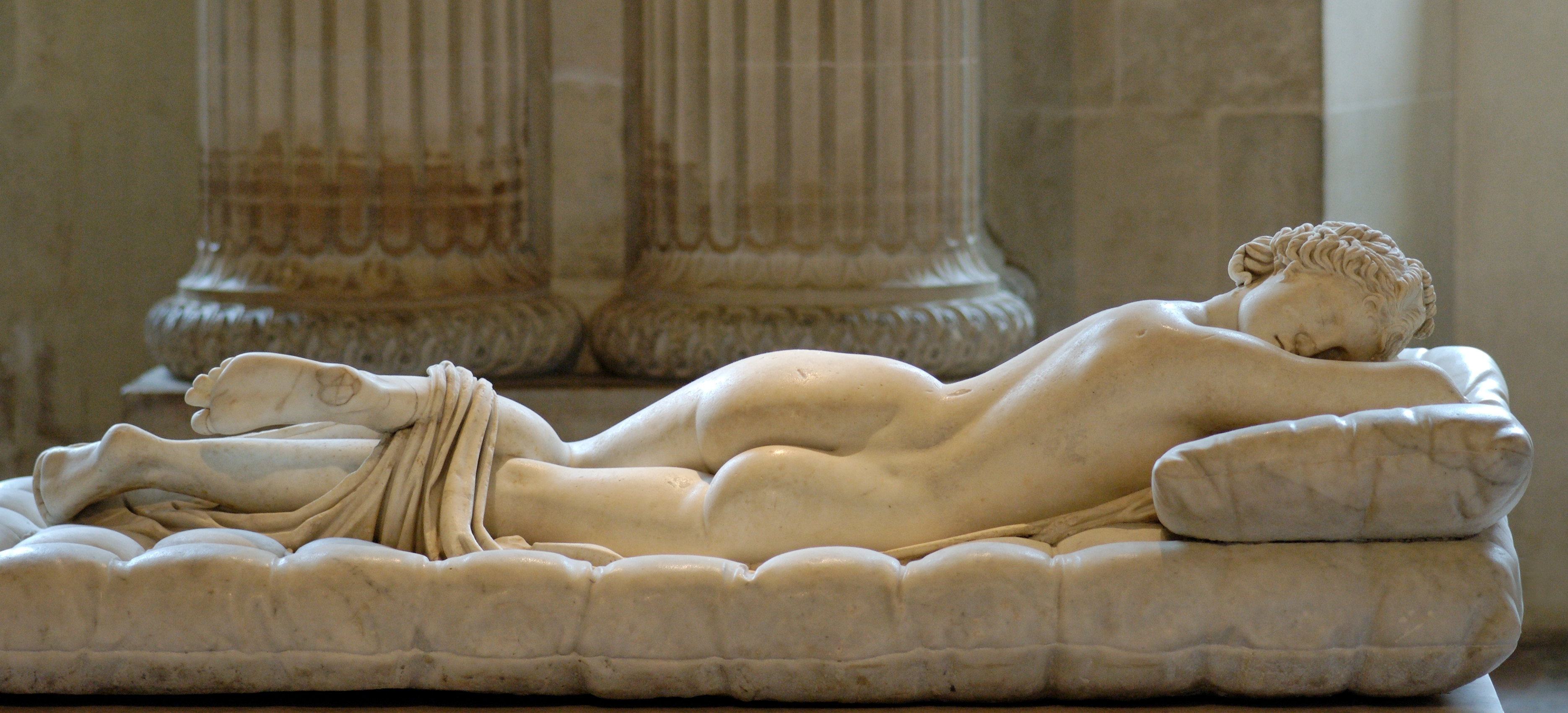
Romeins beeld van Hermaphroditus in het Louvre, achterzijde
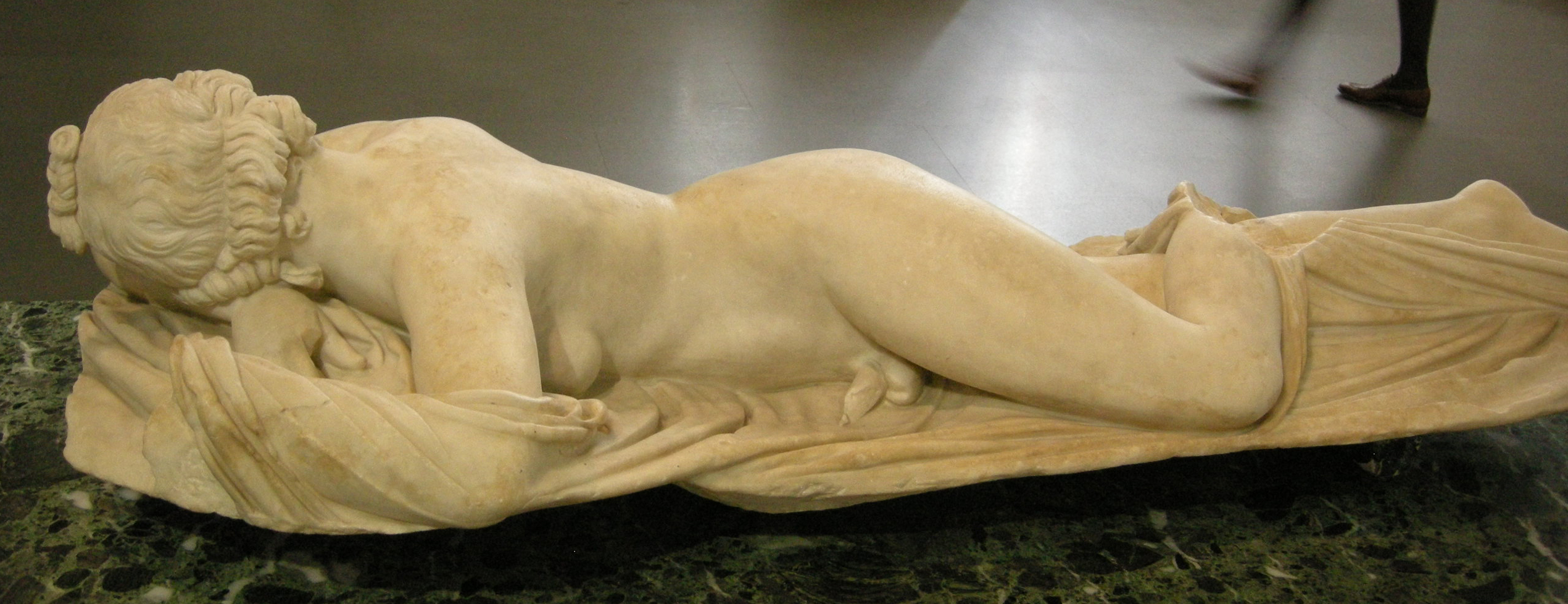
Voorzijde van het Romeins beeld

## Hermafrodiet
Hermafrodiet is thans de benaming voor planten of dieren met beide geslachtskenmerken. Het is ook een belangrijk symbool in de alchemie.